# Asirska domovina
Asirska domovina ili Asirija (sirjački ܐܬܘܪ ),  zemljopisno-kulturno-povijesni pojam koji se odnosi na zemljopisna i kulturna regija u Gornjoj Mezopotamiji u kojoj tradicijski obitavaju Asirci (i Sirjaci i Aramejci i Kaldejci). Krajevi koji tvore asirsku domovinu su dijelovi današnjeg Iraka, jugoistočne Turske, sjeverozapadni Iran i odnedavno sjeveroistočna Sirija. Štoviše, područje koje je imalo najveću koncentraciju Asiraca na svijetu sve donedavno bilo je u Asirskom trokutu, regiji koja obuhvaća Ninivsku ravnicu te regije južni Hakkari i Barwari. Ovo je mjesto gdje neke asirske skupine traže za stvaranje neovisne nacionalne države.
Asirska domovina ugrubo odražava granice uže drevne Asirije, pa kasnije Ahemenidske, Seleukovske, partske, rimske i Sasanidske provincije Asirije (Athura/Asuristan) koja je postojala od 25. st. pr. Kr. i 7. stoljeća po Kristu. Geopolitički entitet je razbijen arapskim osvajanjem Iraka kasnog 7. stoljeća. Od pada iračke stranke Baasa 2003. godine i suočeni s islamističkim nasiljem protiv domaće asirske kršćanske zajednice, raste i razvija se pokret za asirsku neovisnost ili autonomiju.
Tijekom Prvoga svjetskog rata predloženo je stvaranje neovisne asirske države.